# Robert Keller (Botaniker)
Robert Keller (* 24. September 1854 in Winterthur; † 8. Juli 1939 ebenda) war ein Schweizer Lehrer, Rektor und Botaniker.

## Biografie
Keller wurde 1854 als Sohn des Winterthurer Primarlehrers Johann Ulrich Keller geboren. Im Jahr 1872 erlangte er an der Mittelschule der Stadt Winterthur die Matura. Als Schüler gehörte er der Mittelschulverbindung Vitodurania an, in der er den Übernamen «Spiess» erhielt. Ab 1873 studierte Keller Naturwissenschaften und Zoologie in Zürich und Leipzig, bevor er als letzte Station an die Universität Jena wechselte, wo er unter anderem Schüler von Ernst Häckel war. In Jena lernte er auch seine Ehefrau Anna Wilhelmine Neuenhahn kennen, die er 1880 heiratete.
Nach seiner Promotion im Herbst 1877 begann Keller auf Beginn des Schuljahrs 1978/79 an der Winterthurer Mädchenschule als Lehrer für Naturgeschichte und Chemie zu arbeiten. Ab 1880 arbeitete er als Lehrer am dortigen Gymnasium und an der Industrieschule, einer seiner Schüler war dabei Gustav Hegi, der ihm später seine Dissertation widmete. Von 1891 bis 1916 war Keller Leiter der höheren städtischen Schulen. In seiner Zeit als Rektor war er Initiator einiger Schulreformen: Er war besorgt um die Aufwertung der Naturgeschichte und in seine Zeit als Rektor fällt auch die Zulassung von Mädchen an die städtischen Gymnasien und zur Industrieschule. Ebenfalls auf seine Initiative geht die Einführung der 40-Minuten-Lektionen zurück. Auf die kantonale Bildungspolitik nahm er als Zürcher Erziehungsrat von 1890 bis 1908 sowie von 1911 bis 1917 sowie als Mitglied der Hochschulkommission von 1891 bis 1921 Einfluss. Keller gab 1921, fünf Jahre nach seinem Rücktritt als Rektor der städtischen Schulen, seine Tätigkeit als Lehrer auf.
Neben seiner schulischen und bildungpolitischen Tätigkeit machte sich Keller vor allem als Botaniker einen Namen. Er war von 1886 bis 1935 Kurator der städtischen naturwissenschaftlichen Sammlungen. Auch war er 1884 Mitgründer der Naturwissenschaftlichen Gesellschaft Winterthur und prägte die Vereinigung von 1888 bis 1900 als deren zweiter Präsident. Zusammen mit Hans Schinz war er Autor des Standardwerks «Flora der Schweiz», die Publikation erschien erstmals 1900 und wurde bis 1923 dreimal neu aufgelegt und enthielt Bestimmungsschlüssel für über 3'000 einheimische Pflanzenarten. Weitere wissenschaftliche Publikation Kellers befassten sich mit Brombeeren (1919) sowie Wildrosen (1931). Auch arbeitete er als Co-Autor an Publikationen seines früheren Schülers Gustav Hegi mit. Sein offizielles botanisches Autorenkürzel lautet „R. Keller“.
In Anerkennung seiner botanischen Arbeit erhielt Robert Keller von der Universität Zürich 1933 den Ehrendoktortitel zugesprochen. Mit dem im Nordosten Afrikas wachsenden Andropogon kelleri ist ebenfalls eine Süssgrasart nach ihm benannt. Diese zur Gattung Andropogon gehörende Art wurde erstmals Eduard Hackel und Otto Stapf beschrieben.
Keller verstarb am 8. Juli 1939 in Winterthur. Sein Nachlass befindet sich heute im Besitz der Winterthurer Bibliotheken.

## Politik
Neben dem Einsitz in den Zürcher Erziehungsrat sowie in die Hochschulkommission war der parteilose Keller 1887 bis 1890 Zürcher Kantonsrat und gehörte 1894 bis 1898 dem Grossen Stadtrat von Winterthur an.

## Publikationen
- Flora von Winterthur, 1891–1896
- Flora der Schweiz (vier Auflagen, zusammen mit Hans Schinz), 1900–1923
- Übersicht über die Schweiz. Rubi, 1919
- Synopsis rosarum spontanearum Europae mediae, 1931